# 구스가오카 신호장
구스가오카 신호장(일본어: 楠ヶ丘信号場)은 일본 미야자키현 미야코노조시에 있는 규슈 여객철도 닛포 본선의 신호장이다.

## 구조
상하 방향 모두 미닫이 포인트로 되어 있어, 교환형의 신호장 구조이다.

## 역사
- 1965년 10월 1일 : 일본국유철도가 개설.
- 1987년 4월 1일 : 민영화에 의해, 규슈 여객철도가 개설.

## 인접 정차역
| 닛포 본선              | 닛포 본선   | 닛포 본선                    |
| ---------------------- | ----------- | ---------------------------- |
| 아오이다케 고쿠라 방면 | ■ 닛포 본선 | 야마노쿠치 가고시마추오 방면 |